# Тралі Динамос
ФКА «Тралі Динамос» (ірл. Tralee Dynamos A.F.C.) — ірландський футбольний клуб з міста Тралі, заснований 1961 року. Виступає в Лізі графства Керрі. Домашні матчі приймає на стадіоні «Кармонін Стедіум», потужністю 1 000 глядачів.